# 26092 Norikonoriyuki
26092 Norikonoriyuki è un asteroide della fascia principale. Scoperto nel 1987, presenta un'orbita caratterizzata da un semiasse maggiore pari a 2,3260988 au e da un'eccentricità di 0,2320088, inclinata di 4,74150° rispetto all'eclittica.